# Сім красунь (фільм)
«Сім красунь» («Yeddi Gözəl») — радянський фільм-балет 1982 року, знятий режисером Феліксом Слідовкером на кіностудії «Азербайджанфільм».

## Сюжет
Фільм-балет на музику знаменитого азербайджанського композитора Кара Караєва. Лібретто балету написано за мотивами поеми Нізамі Гянджеві «Сім красунь» (Хамсе), створеної 1197 року.

## У ролях
- Наталія Большакова — Айша
- Вадим Гуляєв — Бахрам
- Галі Абайдулов — Візир
- Віра Некрасова — красуня
- Тамілла Мамедова — красуня
- Валентина Зейналова — красуня
- Вафа Зейналова — роль другого плану
- Світлана Антоничева — красуня
- Ірина Єлізарова — красуня
- Лідія Бродова — красуня
- Валерій Міклін — роль другого плану

## Знімальна група
- Режисер — Фелікс Слідовкер
- Сценаристи — Максуд Ібрагімбеков, Рустам Ібрагімбеков
- Оператор — Олександр Тафель
- Композитор — Кара Караєв
- Художники — Аріф Магерамов, Рафік Насіров, Ельбек Рзакулієв